# Прокуроновка
Прокуро́новка — село в Ташлинском районе Оренбургской области в составе Калининского сельсовета.

## География
Располагается на расстоянии примерно 11 километров по прямой на северо-восток от районного центра села  Ташла. 

## Население
Постоянное население составляло 309 человек в 2002 году (русские 60%) ,  318 в 2010 году.